# De Poenpakker
De Poenpakker is een stripalbum uit de reeks Van Rossem. Het album verscheen in 1991.

## Synopsis
Van Rossem neemt deel aan een benefiet-uitzending van het Rad van Fortuin. Na een mislukte moordaanslag door Kolonel Van Nijvel neemt hij Goedele Liefkens (parodie op Goedele Liekens) mee naar zijn kasteel. Hij overleeft een nieuwe aanslag, zijn butler deelt in de klappen, maar wordt gearresteerd door Eddy & Patrick. Enkel zijn verkiezing geeft hem zijn vrijheid terug. Terwijl J. J. Grootgeldt zichzelf failliet speculeert wordt Van Rossem in triomf Brussel binnengevoerd.

## Humor
Vooral de politiek en de media moeten het ontgelden. Verder zijn er talrijke knipogen naar Suske en Wiske en De avonturen van Kuifje. De echte Van Rossem werd tot parlementslid verkozen in de laatste weken van het verschijnen van de strip in het weekblad Panorama'/De Post, waarop de auteurs snel insprongen.

## Citaten
Zeg wijveke, waar moet ik zijn om Vlaanderen nog wat meer af te stompen?

Van Rossem, bij zijn aankomst in de VTM-studio’s.

Jamaar Generaal, discretie, dat kent de rijkswacht niet.

Kolonel Van Nijvel, na zijn mislukte moordaanslag in de tv-studio.

## Trivia
- De titel is een persiflage op het Suske en Wiske-album De poenschepper.
- De eerste prent waarin Kuifje, Haddock en Bobbie uitgekleed kasteel Molensloot verlaten is een parodie op een prentje in het Kuifjealbum De krab met de gulden scharen waarin het drietal uitgeput zwetend in de woestijn rondloopt.
- Van Rossem draagt Haddocks blauwe trui met anker-motief.
- Van Rossem zingt De Internationale, gezeten aan het stuur van zijn Ferrari F40.
- Rijkswachter Eddy beweert een kilo cocaïne gevonden te hebben in de Ferrari F40 van Van Rossem, zonder zich ervan bewust te zijn dat dergelijk voertuig geen koffer heeft, daar de motor zich daar bevindt.
- Bekende Vlamingen met een cameo in dit album zijn onder meer Goedele Liekens, Urbanus, Wendy Van Wanten, Margriet Hermans en Walter Capiau (als "Walter Capote").

De Poenpakker (1991) · De Schat van de Arme Klavers (1992)